# Alltid varit här
Alltid varit här är en postumt album utgiven av rapparen Rozh. Albumet gavs ut av Rozhs familj tre och ett halvt år efter att han sköts till döds i Blackeberg i Stockholm. Albumet utgavs den 25 november 2022 och innehåller 19 låtar.
Albumet beskrivs som “en sista hyllning av artistens samlade verk”.

## Låtlista
| Nr           | Titel                                   | Längd   |
| ------------ | --------------------------------------- | ------- |
| 1.           | AINA FINTADE (INTRO) (Ft. Maysa Chouba) | 2:15    |
| 2.           | BANG (Ft. 01an)                         | 1:33    |
| 3.           | AGERA                                   | 2:56    |
| 4.           | JALLA BRAM (Ft. Arre)                   | 4:37    |
| 5.           | INTE RELATERA                           | 3:00    |
| 6.           | COCOJUMBO                               | 3:26    |
| 7.           | SHUTDOWN SYSTEM                         | 4:02    |
| 8.           | OKAY (Ft. Arre, Rawa)                   | 2:29    |
| 9.           | BANGER                                  | 3:25    |
| 10.          | BANGER FREESTYLE                        | 4:11    |
| 11.          | HASSAN                                  | 2:23    |
| 12.          | LIKE A REAL (INTERLUDE)                 | 4:29    |
| 13.          | SLAKTAR DIG                             | 2:20    |
| 14.          | WAVEY (Ft. 01an)                        | 2:35    |
| 15.          | I STUDION                               | 2:35    |
| 16.          | DE NÅNTING                              | 4:04    |
| 17.          | GAMET ÄR MITT                           | 3:56    |
| 18.          | AKH (TRIBUTE) (Ft. Saikz)               | 3:59    |
| 19.          | MONTANA (OUTRO) (Ft. Abidaz)            | 2:49    |
| Total längd: | Total längd:                            | 1:01:34 |